# 文德王后
文德王后（문덕왕후，?—?）劉氏，是高丽王朝光宗王昭的女兒，也是高麗成宗王治的王后，母大穆王后皇甫氏。
文德王后先嫁弘德院君，生宣正王后，後來她嫁給成宗，死後謚號文德，祔成宗廟。高麗穆宗五年四月，加謚孝恭，顯宗五年三月，加謚順聖，十八年四月再加英容、肅節，文宗十年十月加謚元獻，到高宗四十年十月又加謚宣威。全稱孝恭順聖英容肅節元獻宣威文德王后。

## 家族
- 父：高麗光宗王昭
- 母：大穆王后皇甫氏
- 夫：高麗成宗王治
- 女：宣正王后劉氏